# Albignasego
Albignasego est une commune italienne de la province de Padoue, dans la région Vénétie.

## Administration
| Période                                  | Période | Identité | Étiquette | Qualité |
| ---------------------------------------- | ------- | -------- | --------- | ------- |
|                                          |         |          |           |         |
| Les données manquantes sont à compléter. |         |          |           |         |

### Hameaux
Carpanedo, Ferri, Lion, Mandriola, S. Agostino, S. Giacomo, S. Lorenzo, S.Tommaso.

### Communes limitrophes
Abano Terme, Casalserugo, Maserà di Padova, Padoue, Ponte San Nicolò.